# Крафт III (Хоенлое-Вайкерсхайм)
Крафт III фон Хоенлое-Вайкерсхайм (на немски: Kraft III von Hohenlohe-Weikersheim; * ок. 1315 или пр. 1328 във Вайкерсхайм, Вюртемберг; † 16 ноември 1371) е граф на Хоенлое-Вайкерсхайм.
Той е син на граф Крафт II фон Хоенлое (ок. 1290 – 1344) и съпругата му Аделхайд Мехтхилд фон Вюртемберг (1295 – 1342), дъщеря на граф Еберхард II фон Вюртемберг (1265 – 1325) и третата му съпруга маркграфиня Ирмгард фон Баден († 1320). Той има една сестра Ирменгард фон Хоенлое-Вайкерсхайм (* 1315; † 13 януари 1372), омъжена за бургграф Конрад III фон Нюрнберг († 1334) и пр. 4 януари 1337 г. за граф Герлах I фон Насау-Висбаден († 1361).

## Фамилия
Крафт III се жени пр. 12 март 1340 г. за ландграфиня Анна фон Лойхтенберг († 11 юни 1390), дъщеря на ландграф Улрих I фон Лойхтенберг († 1334) и втората му съпруга Анна фон Нюрнберг († 1340). Те имат девет деца:
- Крафт IV (* пр. 1351; † 24 ноември 1399), женен I. пр. 28 октомври 1370 г. за Агнес фон Цигенхайн († пр. 23 март 1374), II. пр. 23 март 1374 г. за Елизабет фон Спонхайм († 1381)
- Готфрид III († 13 септември 1413), катедрален приор в Трир 1385 г., от 1400 г. монах в Енгелцел близо до Пасау
- Улрих († 6 декември 1407), в свещен орден във Вюрцбург и Шпайер 1383 г., но 1392 г. е екскомунициран
- Йохан/Ханс († 23 септември 1381), дякон в Йоринген
- Албрехт I (* 1371; † 15 юни 1429), женен пр. 11 февруари 1413 г. за Елизабет фон Ханау († 1475)
- Фридрих († 14 януари 1397), губернатор на катедралните приори във Вюрцбург 1385 г.
- Георг († 8 август 1423), архдякон във Вюрцбург 1385 г., епископ на Пасау (1388 – 1423)
- Анна († 1 юни 1434), омъжена I. пр. 15 март 1388 г. за Конрад II фон Хоенлое-Браунек († 1390), II. между 26 август и 11 ноември 1396 г. за Конрад IX фон Вайнсберг († 1448)
- Аделхайд († 6 ноември 1370), омъжена 1367 г. за граф Хайнрих IV фон Фюрстенберг († 1408)